# La Tournée du docteur
Pour plus de détails, voir Fiche technique et Distribution.
La Tournée du docteur (ou Le Cabriolet du docteur) est un film français réalisé par Georges Denola, tourné en 1911 et sorti le 3 janvier 1912
.

## Fiche technique
- Titre : La Tournée du docteur
- Titre de travail : Le Cabriolet du docteur
- Réalisation : Georges Denola
- Scénario : Henri Dupuis
- Photographie :
- Montage :
- Producteur :
- Société de production : Société cinématographique des auteurs et gens de lettres (S.C.A.G.L)
- Société de distribution :  Pathé Frères
- Pays d'origine :  France
- Langue : film muet avec les intertitres en français
- Métrage : 225 mètres
- Format : Noir et blanc — 35 mm — 1,33:1 — Muet
- Genre : Film dramatique
- Durée : 7 minutes
- Dates de sortie :
  -  France : 3 janvier 1912

## Distribution
- Théodore Thalès dit le mime Thalès : Jean Boussard
- Georges Tréville : le docteur Rondel
- Germaine Dermoz
- Auguste Mévisto
- Cécile Barré
- Gabrielle Chalon